# アメージング出版
アメージング出版（あめーじんぐしゅっぱん）は、東京都にある合同会社AmazingAdventureが運営する、日本の出版社。
出版以外にもWEB制作事業等を行っている。

## 概要
2017年創業以来、年間に約60作の新刊を発行している。小説やビジネス書、絵本まで手掛ける総合出版社である。
2020年に発行された、絵本『ぼく、わたしのトリセツ』は、子供の目線から「こんなふうに叱って」という要望を描いた絵本が人気を集めている。
2021年に発行された『メイド・イン・ヘヴン』は手塚理美と国広富之が主演を務める映画の原作となっている。
また2022年からアメリカやカナダ、ヨーロッパのAmazonからも販売している。

## おもな出版物
2020年
- 絵本『ぼく、わたしのトリセツ』- まつしたじゅんじ
- マイノリティーとしての村上春樹論 - 梅川康輝

2021年
- メイド・イン・ヘヴン - カマチ
- MAEKAKEを世界へ - 西村和弘

2022年
- 間(あわい) ～産婦人科医 那須悠介のカルテ - 茨木保
- SENRYU - ジョーゼフ・ヒックス、杉山昌善
- ワクチンの境界 ― 権力と倫理の力学 - 國部克彦

2023年
- 海外事業を加速する 中途採用の成功法則 - 佐原賢治 （ジェイエイシーリクルートメント）
- 南南西に進路を取れ 新潟市を活かす、場所産業と街づくり - 平松勝 （にいがた経済新聞）

2024年
- なぜコロナ禍でもマスク自由を推奨したのか　～校長・教員の安心が学校を支える～ - 原口真一、堀内有加里
- 大日本帝国宇宙軍１　１９０１年にタイムスリップした俺は、21世紀の技術で歴史を変えることにした - 朝日カヲル、湖川友謙